# Maggiorino Vigolungo

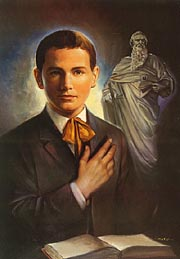
Maggiorino Vigolungo

Maggiorino Vigolungo (ur. 6 maja 1904, zm. 27 lipca 1918) – Sługa Boży.
Urodził się w ubogiej włoskiej rodzinie chłopskiej. Od małego odznaczał się wielką religijnością. 15 października 1916 roku wstąpił do nowo powstałej Szkoły Drukarskiej, którą założył w Albie ks. Jakub Alberione, gdzie pracował przy maszynie drukarskiej. Wyróżniał się głęboką pobożnością, dyscypliną i ogromną chęcią zostania świętym. W 1918 roku zachorował na zapalenie płuc, długo ukrywał swoją chorobę chcąc pracować jak najdłużej. 27 lipca 1918 młody Maggiorino zmarł. Dnia 28 marca 1988 papież Jan Paweł II wydał dekret ogłaszający Maggiorino Vigolungo Sługą Bożym.